# محمدرضا ورزی
محمدرضا ورزی (زادهٔ ۱ تیر ۱۳۵۲، تهران) کارگردان، فیلم‌نامه‌نویس و تهیه‌کننده سینما و تلویزیون اهل ایران است. وی اصالتاً از تبریز، نوازنده تنبور، پژوهشگر درحوزهٔ تاریخ معاصرایران است که آثارش غالباً بحث‌برانگیز بوده که موافقان و مخالفانی را به‌همراه داشته‌است.
او همچنین نزدیک به ۷ فیلم کوتاه هشت میلیمتری را بین سالهای ۱۳۶۶ تا ۱۳۷۰ کارگردانی کرده‌است. 

## آثار
| سال  | نام اثر           | قالب اثر         | مدت زمان          | عنوان                          |
| ---- | ----------------- | ---------------- | ----------------- | ------------------------------ |
| ۱۳۷۳ | فیلسوف ری         | فیلم داستانی     | ۶۰ دقیقه          | کارگردان - نویسنده - تهیه‌کننده |
| ۱۳۷۵ | قائم مقام فراهانی | مجموعه تلویزیونی | مینی سریال۵ قسمت  | کارگردان - نویسنده - تهیه‌کننده |
| ۱۳۷۷ | سالهای خاکستری    | مجموعه تلویزیونی | مینی سریال۱۰ قسمت | کارگردان - نویسنده             |
| ۱۳۷۸ | کریمخان زند       | مجموعه تلویزیونی | مینی سریال۹ قسمت  | کارگردان - نویسنده - تهیه‌کننده |
| ۱۳۷۹ | سقوط              | تله فیلم         | ۱۲۰ دقیقه         | کارگردان - تهیه‌کننده           |
| ۱۳۸۰ | صدراعظم           | تله‌فیلم          | ۱۰۰ دقیقه         | کارگردان - نویسنده - تهیه‌کننده |
| ۱۳۸۲ | کودتای سیاه       | تله فیلم         | ۱۰۰ دقیقه         | کارگردان - نویسنده - تهیه‌کننده |
| ۱۳۸۳ | ابراهیم خلیل‌الله  | فیلم سینمایی     | ۱۲۰ دقیقه         | کارگردان - نویسنده - تهیه‌کننده |
| ۱۳۸۴ | پدرخوانده         | مجموعه تلویزیونی | مینی سریال۱۳ قسمت | کارگردان - نویسنده - تهیه‌کننده |
| ۱۳۸۵ | مظفر نامه         | فیلم سینمایی     | ۱۲۰ دقیقه         | کارگردان - نویسنده             |
| ۱۳۸۶ | ستاره خضراء       | تله‌فیلم          | ۱۲۰ دقیقه         | کارگردان - نویسنده             |
| ۱۳۸۶ | دهخدا             | تله‌فیلم          | ۱۲۰ دقیقه         | کارگردان                       |
| ۱۳۸۷ | عمارت فرنگی       | مجموعه تلویزیونی | ۱۳ قسمت           | کارگردان                       |
| ۱۳۸۷ | کیمیاگر           | مجموعه تلویزیونی | مینی سریال۸ قسمت  | کارگردان - نویسنده - تهیه‌کننده |
| ۱۳۸۸ | سالهای مشروطه     | مجموعه تلویزیونی | ۲۱ قسمت           | کارگردان - نویسنده             |
| ۱۳۸۹ | تبریز در مه       | مجموعه تلویزیونی | ۲۷ قسمت           | کارگردان - نویسنده             |
| ۱۳۹۰ | قصه عشق پدرم      | فیلم سینمایی     | ۹۰ دقیقه          | کارگردان - نویسنده             |
| ۱۳۹۴ | معمای شاه         | مجموعه تلویزیونی | ۹۵ قسمت           | کارگردان - نویسنده             |
| ۱۳۹۶ | ایراندخت          | مجموعه تلویزیونی | ۲۷ قسمت           | کارگردان - نویسنده             |
| ۱۳۹۷ | ستار خان          | مجموعه تلویزیونی | ۱۰ قسمت           | کارگردان - نویسنده             |
| ۱۴۰۲ | معجزه پروین       | فیلم سینمایی     | ۱۲۰ دقیقه         | کارگردان - نویسنده             |